# Казакевич, Александр Пахомович
Алекса́ндр Пахо́мович Казаке́вич (21 августа 1889, с. Чернецово, Витебская губерния, Российская империя (ныне Витебская область, Белоруссия) — 12 августа 1959, Алма-Ата, КазССР, СССР) — советский оперный певец, Заслуженный артист Казахской ССР (1947), Народный артист Казахской ССР (1954).

## Биография
В 1917 году окончил физико-математический факультет Санкт-Петербургского университета (по другим данным, окончил Высшие оперные курсы при Петроградской консерватории).
В 1923—1924 годах солист оперного театра Зимина (Москва). В 1925—1930 годах пел в театрах Новосибирска, Перми, Свердловска, Самары.
В 1931—1935 годах солист Санкт-Петербургского театра оперы и балета.
В 1935—1959 годах (по другим данным, с 1938 года) в труппе Казахского театра оперы и балета (Алма-Ата).
Скончался 12 августа 1959 года, похоронен на Центральном кладбище Алма-Аты.

## Творчество
Исполнил партию Осипа в опере «Бекет» А. А. Зильбера. Создал образы Бориса, Пимена («Борис Годунов» М. П. Мусоргского), Кончака («Князь Игорь» А. П. Бородина), Мельника («Русалка» А. С. Даргомыжского), Мефистофеля («Фауст» Ш. Гуно), Сторожева («В бурю» Т. Н. Хренникова), Карася («Запорожец за Дунаем» С. С. Гулака-Артемовского), князя Гремина («Евгений Онегин» П. И. Чайковского), Сусанина («Жизнь за царя» М. И. Глинки), Гудала («Демон» А. Рубинштейна), Сен-Бри («Гугеноты» Дж. Мейербера), Валько («Молодая гвардия» Мейтуса).